# 서민환
서민환(1992년 5월 9일 ~ )는 대한민국의 전 축구 선수로, 포지션은 미드필더였었다.